# 150-й меридіан східної довготи

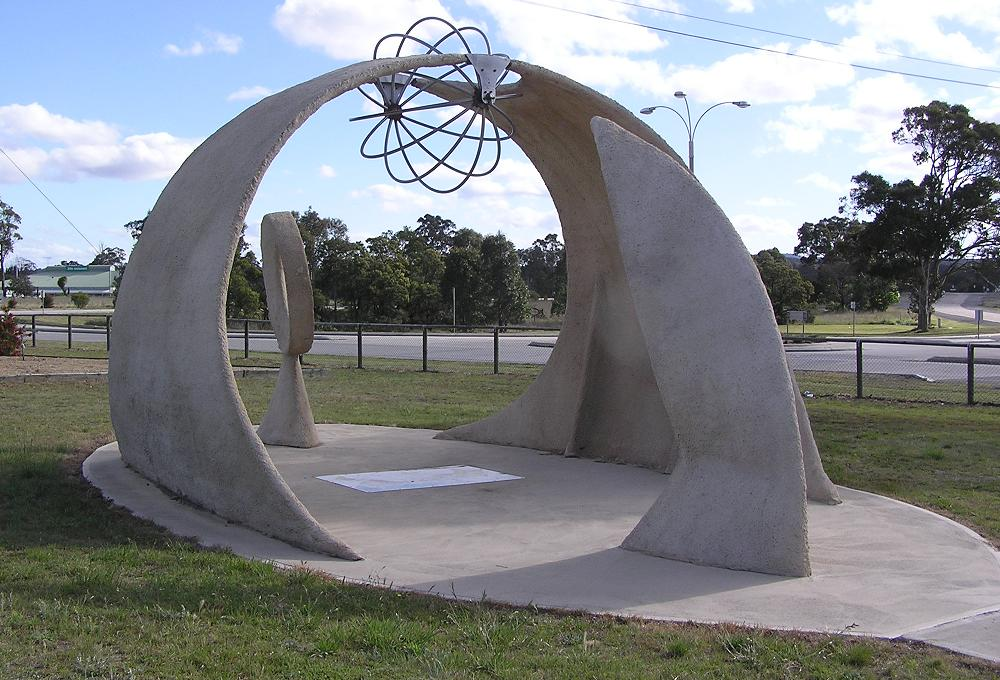
Пам'ятний знак у Марулан (Новий Південний Уельс, Австралія)

150-й меридіан східної довготи — лінія довготи, що лежить на 150 градусів східніше Гринвіцького меридіана. Вона проходить від Північного полюса через Північний Льодовитий океан, Азію, Тихий океан, Австралазію, Південний океан та Антарктиду до Південного полюса.
150-й меридіан східної довготи формує велике коло разом із 30-тим меридіаном західної довготи.
Це центральний меридіан часового поясу UTC+10.

## Список географічних об'єктів, що перетинає 150° сх. д.
Починаючи на Північному полюсі та рухаючись до Південного полюса, 150-й меридіан східної довготи проходить через:
| Координати                                                   | Країна, територія або море   | Примітки                                                                  |
| ------------------------------------------------------------ | ---------------------------- | ------------------------------------------------------------------------- |
| 90°0′ пн. ш. 150°0′ сх. д. / 90.000° пн. ш. 150.000° сх. д.  | Північний Льодовитий океан   |                                                                           |
| 76°46′ пн. ш. 150°0′ сх. д. / 76.767° пн. ш. 150.000° сх. д. | Східносибірське море         |                                                                           |
| 75°12′ пн. ш. 150°0′ сх. д. / 75.200° пн. ш. 150.000° сх. д. | Росія                        | Проходить через острів Новий Сибір                                        |
| 74°48′ пн. ш. 150°0′ сх. д. / 74.800° пн. ш. 150.000° сх. д. | Східносибірське море         |                                                                           |
| 71°59′ пн. ш. 150°0′ сх. д. / 71.983° пн. ш. 150.000° сх. д. | Росія                        |                                                                           |
| 59°41′ пн. ш. 150°0′ сх. д. / 59.683° пн. ш. 150.000° сх. д. | Охотське море                |                                                                           |
| 46°2′ пн. ш. 150°0′ сх. д. / 46.033° пн. ш. 150.000° сх. д.  | Росія                        | Проходить через острів Уруп, Курильські острови                           |
| 45°49′ пн. ш. 150°0′ сх. д. / 45.817° пн. ш. 150.000° сх. д. | Тихий океан                  |                                                                           |
| 8°54′ пн. ш. 150°0′ сх. д. / 8.900° пн. ш. 150.000° сх. д.   | Федеративні Штати Мікронезії | Проходить через атол Намонуїто[en]                                        |
| 8°33′ пн. ш. 150°0′ сх. д. / 8.550° пн. ш. 150.000° сх. д.   | Тихий океан                  |                                                                           |
| 1°40′ пд. ш. 150°0′ сх. д. / 1.667° пд. ш. 150.000° сх. д.   | Папуа Нова Гвінея            | Проходить через острів Емірау[en]                                         |
| 1°41′ пд. ш. 150°0′ сх. д. / 1.683° пд. ш. 150.000° сх. д.   | Тихий океан                  | Новогвінейське море                                                       |
| 2°27′ пд. ш. 150°0′ сх. д. / 2.450° пд. ш. 150.000° сх. д.   | Папуа Нова Гвінея            | Проходить через острів Новий Гановер[en]                                  |
| 2°31′ пд. ш. 150°0′ сх. д. / 2.517° пд. ш. 150.000° сх. д.   | Тихий океан                  | Новогвінейське море                                                       |
| 5°8′ пд. ш. 150°0′ сх. д. / 5.133° пд. ш. 150.000° сх. д.    | Папуа Нова Гвінея            | Проходить через Нову Британію                                             |
| 6°18′ пд. ш. 150°0′ сх. д. / 6.300° пд. ш. 150.000° сх. д.   | Соломонове море              |                                                                           |
| 9°38′ пд. ш. 150°0′ сх. д. / 9.633° пд. ш. 150.000° сх. д.   | Папуа Нова Гвінея            | Проходить через Нову Гвінею                                               |
| 9°44′ пд. ш. 150°0′ сх. д. / 9.733° пд. ш. 150.000° сх. д.   | Соломонове море              | Затока Гуденаф                                                            |
| 10°5′ пд. ш. 150°0′ сх. д. / 10.083° пд. ш. 150.000° сх. д.  | Папуа Нова Гвінея            | Проходить через Нову Гвінею                                               |
| 10°36′ пд. ш. 150°0′ сх. д. / 10.600° пд. ш. 150.000° сх. д. | Тихий океан                  | Соломонове море — проходить східніше острова Вілліс[en], Австралія        |
| 22°6′ пд. ш. 150°0′ сх. д. / 22.100° пд. ш. 150.000° сх. д.  | Австралія                    | Квінсленд Новий Південний Уельс                                           |
| 36°41′ пд. ш. 150°0′ сх. д. / 36.683° пд. ш. 150.000° сх. д. | Тихий океан                  |                                                                           |
| 37°9′ пд. ш. 150°0′ сх. д. / 37.150° пд. ш. 150.000° сх. д.  | Австралія                    | Новий Південний Уельс — проходить через Грін-Кейп[en]                     |
| 37°15′ пд. ш. 150°0′ сх. д. / 37.250° пд. ш. 150.000° сх. д. | Тихий океан                  |                                                                           |
| 60°0′ пд. ш. 150°0′ сх. д. / 60.000° пд. ш. 150.000° сх. д.  | Південний океан              |                                                                           |
| 68°26′ пд. ш. 150°0′ сх. д. / 68.433° пд. ш. 150.000° сх. д. | Антарктида                   | Проходить через Австралійську антарктичну територію (претендує Австралія) |